# Дрейф (фильм, 1964)
«Дрейф» (фр. La Dérive или фр. Une fille à la dérive) — художественный фильм французской писательницы и режиссёра Полы Дельсоль, снятый ею по собственному сценарию в 1961 году и вышедший на экраны в 1964 году. Один из первых фильмов французской новой волны женщины-режиссёра. Фильм получил Гран-при Киноклубов на 17-м Каннском кинофестивале.

## Сюжет
Жаки, красивая девушка двадцати лет, проведя два года в Париже, покидает столицу в компании своего приятеля, гитариста Пьера. Когда Пьер без объяснений оставляет её в поезде, Жаки продолжает свой путь в одиночку и бросается в объятия встреченного в баре студента. Снова оказавшись одна, она не видит другого выхода, кроме как вернуться домой к своей матери, в небольшой южный городок Палавас-ле-Фло (фр. Palavas-les-Flots), где также живёт её сестра со своим мужем и их потомством. Под давлением семьи она пытается работать а также возобновить отношения со старым школьным другом, рыбаком Жаном. Но у неё нет образования; а та работа, которую ей могут предложить, её не устраивает. Выйти замуж за Жана, давно в неё влюблённого и имеющего много положительных качеств, но лишённого амбиций, — тоже не вариант для Жаки. Она упрекает мать в нехватке воображения, из-за чего её бросил муж, и не хочет принять, как её сестра, обычную для их среды жизнь, дающую скудную возможность самореализации и счастья. В то время как к ней проявляет интерес женатый бизнесмен  Морис Комб, она отдаёт предпочтение его племяннику Режису, который ездит на прекрасном автомобиле и живёт в замке. Но Режис вскоре изменяет Жаки с её подругой Агатой, и молодая женщина, в отсутствие любви и денег, вступает в связь с месье Комбом. А затем она встречает на пляже молодого богемного художника и присоединяется к нему, не зная, что будет на следующий день.

## Оценка фильма критикой тех лет
По своей смелости, «Дрейф» можно сравнить только с первыми фильмами Ингмара Бергмана.Оригинальный текст (фр.)Par son audace, "la Dérive" ne peut etre comparée qu’aux tout premiers films d’Ingmar Bergman.— Франсуа Трюффо

Я взволнован — я был на «Дрейфе» — мы 
ещё так далеко не заходили с этой тихой дерзостью.Оригинальный текст (фр.)Je suis ému - je sors de "la Dérive" - on n’est jamais allé plus loin avec cette audace tranquille.— Жан Руш

Пола Дельсоль точно знает, что она хочет сказать, у неё тонкое чувство диалога, она говорит о любви с такой откровенностью, что сердит этим многих мужчин. Она руководит своими актёрами с редкой твёрдостью для французского режиссёра.Оригинальный текст (фр.)Paule Delsol sait exactement où elle veut en venir, elle a le sens aigu du dialogue, parle de l'amour avec une telle franchise que bien des mâles en sont courroucés. Elle dirige ses acteurs avec une fermeté rare chez n'importe quel metteur en scène français.— Луи Маркорель, Cahiers du cinéma, n°153, p.57

Снятый, как говорится, на скромные средства, этот фильм отмечен влиянием Ренуара, «Тони» и «Преступление господина Ланжа» ; в нём есть подлинность, правда; он воспроизводит состояние, особенности общественных нравов; ни один из исполнителей, начиная с Жаклин Вандаль, «дрейфующей девушки», не производит впечатление, что играет в фильме.Оригинальный текст (фр.)Réalisé, selon la formule consacrée, avec des moyens limités, ce film est marqué par l’influence de Renoir, de Toni et du Crime de M. Lange ; il en a la spontanéité, la vérité ; il restitue les propos, les traits de mœurs populaires ; aucun des interprètes, à commencer par Jacqueline Vandal, la « fille à la dérive », ne donne l’impression d’avoir fait un film.— Пьер Мазар, Le Figaro littéraire, 27 августа 1964

Фильм, который имеет заслугой открыть нам хорошую актрису: Жаклин Вандаль.Оригинальный текст (фр.)Un film qui a le mérite de nous révéler une comédienne de qualité : Jacqueline Vandal.— Жан де Баронелли, Le Monde, 16 сентября 1964

Жаклин Вандаль в роли девушки, плывущей по течению, в значительной степени способствует успеху этого  исследования современной молодежи.Оригинальный текст (фр.)Jacqueline Vandal, dans le rôle de l’adolescente à la dérive, est pour beaucoup dans la réussite de cette évocation de la jeunesse contemporaine.— Пьер Мазар, Le Figaro, 22 августа 1964

## Выход в прокат и приём
«Дрейф» — это первый полнометражный фильм Полы Дельсоль, режиссёра совершенно не известного и полностью забытого, был снят весной и летом 1961 года на очень скромные средства и при технической помощи волонтёров, подготовлен и смикширован на Studio Auditorium Languedoc (Монпелье), которой тогда владела пара Дельсоль-Малиж. Во время своей презентации в комиссии по цензуре было дано согласие разрешить выпуск фильма при условии, что режиссёр удалит реплику, где персонаж матери советует своей дочери «застраховать жизнь её старика» (любовника) и другую, в которой она намекает на его бесплодие как главный гарант сексуальной свободы. Столкнувшись с отказом Дельсоль, которая не хотела коверкать цели своей работы, фильму присвоили сертификат с запретом для просмотра его лицами, не достигшими 18 лет. Фильм (под названием Une fille à la dérive, предложенным дистрибьютором), вышел только в конце лета 1964 года почти незаметно, поскольку злосчастный запрет привёл к ограничению его показа специализированными залами под рубрикой «эротика», где он не нашёл своих зрителей.
По телевидению ГДР в 1971 году «Дрейф» был показан в цензурированной версии, вероятно, с воспитательной целью, — без счастливого конца. В немецкой версии Жаки идёт вдоль берега в ожидании Марка, чтобы отправиться вместе в Париж; она кричит его имя, но он так и не появляется. Тогда как в оригинале он приходит, они обнимаются и на её вопрос, как долго они будут вместе, отвечает: «может быть, один прекрасный день, может, два, а может, — неделю, кто знает...»

## Социальный контекст
Образ главной героини также мог вызвать её неприятие зрелой аудиторией: тогда нечасто можно было видеть, чтобы молодая женщина вела себя так свободно, заявляла о своей сексуальной независимости и отказывалась от какой-либо социальной интеграции.
Такое отношение в общественном мнении к степени свободы и нормам поведения, различным для мужчин и женщин, базировалось на патриархальной гендерной системе, которая всё ещё сохранялась во Франции как на государственном уровне, так и в семье.
Хотя после Второй мировой войны генерал де Голль подписал декрет, дающий женщинам право избирать и быть избранными, в качестве признания их роли во французском Сопротивлении, но до реформы французского законодательства в 1965 году женщина во Франции не имела полных прав совершеннолетнего мужчины: чтобы пойти на работу или открыть счёт в банке ей требовалось разрешение мужа.
Демографическую политику государство регулировало законом 1920 года, который не только запрещал аборты и применение любых контрацептивных средств, но даже намерение его сделать и агитацию в его пользу.
Под давлением на политическую власть женского движения, выступления общественности («Манифест 343»), проведения акций и использование судебных процессов с целью показать несправедливое положение женщин (особенно так называемого процесса в Бобиньи) падёт сначала запрет на контрацепцию (1967), а через несколько лет — на добровольное прекращение беременности (1975).

Хотя фильм не имеет глубины и влияния фильмов сделанных современниками Дельсоль из Новой волны, он убедительно воспроизводит эпоху, когда набирает обороты реакция на традиционные ценности, представленные государством и семьёй, и когда женщины начинают стремиться к сексуальной свободе, главным образом благодаря более эффективным средствам контроля рождаемости.Оригинальный текст (англ.)Whilst the film does not have the depth or impact of the films made by Delsol's Nouvelle Vague contemporaries, it forcefully evokes an era when reaction against traditional values (represented by the state and the family) was gaining momentum and when women were beginning to embrace sexual freedom, thanks mainly to more effective means of birth control.— Джеймс Траверс
Значимость фильма как художественного свидетельства о нравах своего времени во многом предрешило его новое открытие полвека спустя после создания.
Фильм был отреставрирован и участвовал во внеконкурсных показах ведущих европейских кинофестивалей. В октябре 2013 года Линда Бастид (исполнившая роль Жаки под именем Жаклин Вандаль) представила фильм на Фестивале кино и фотографии в Кармель-у-Моря (англ. Carmel-by-the-Sea) в Калифорнии, который ежегодно организует Клинт Иствуд, и в 2015 году — на кинофестивале, проходящем в Каланде в честь режиссёра Луиса Бунюэля. В том же году, фильм был избран для показа в программе Нью-йоркского зелёного фестиваля (англ. New York City Green Festival).
В 2007 году «Дрейф» Полы Дельсоль издан на DVD.

## Художественные особенности
Снятый в чёрно-белом цвете, этот малобюджетный фильм обладает многими характеристиками, с которыми теперь ассоциируется французская Новая волна: сочетание постсинхронизации и прямого звука, съёмок с фиксированным планом и ручной камерой, почти исключительное использование естественной среды региона Монпелье, грубый монтаж, малоизвестные исполнители, заметная актёрская импровизация, жанровое смешение , актуальность темы.
Пола Дельсоль не заявляет о себе как о феминистском режиссёре, она только предлагает женщинам, по её выражению, «некую точку зрения» на то, что происходит вокруг них.
Режиссёр не склоняется в сторону упрощения отношений между двумя полами с тем смыслом, что с одной стороны — женщина, которая хочет, чтобы её любили, а с другой — безответственные мужчины, думающие только о сексе. С почти документальной отстранённостью она также избегает нравоучений в адрес своей героини, напоминающей Монику Бергмана и Жюльетту Вадима в исполнении Брижжит Бардо.

Я встречала много старлеток, девочек очень простого происхождения, желающих вырваться из их среды,  добиться успеха (...) ! Они были милы, но слишком часто романтичны. Некоторые удачно вышли замуж, другие закончили на панели.Оригинальный текст (фр.)J’ai rencontré beaucoup de starlettes, des filles issues de milieux très populaires, désireuses d’échapper à leur condition, de réussir (…) ! Elles étaient gentilles, mais trop souvent romanesques. Certaines ont fait de riches mariages, d’autres ont fini sur le trottoir.— Пола Дельсоль
При этом, однако, «Дрейф» Дельсоль, который подвергся цензуре, составляет полную противоположность фильму Вадима «...И бог создал женщину» как его методами съёмки, так и честным и точным представлением претензий женщин 60-х годов.
Великолепная операторская работа дополняет достоинства фильма, внося иногда даже неореалистический оттенок в натурные съёмки, а джазовый саундтрек добавляет ещё одну нотку поэтичности и душевной тоски.

## Кастинг[уточнить]
Многие актёры первого плана, за исключением Полетт Дюбо, были в кино новичками. Среди них: Жаклин Вандаль, Ноэль Ноблекур и Пьер Бару.
Линда Бастид, писательница и поэтесса, начала свою многогранную карьеру как модель и актриса. Под псевдонимом Жаклин Вандаль, режиссёр Пола Дельсоль доверила ей главную роль Жаки.
Пьер Бару, популярный автор-исполнитель 1960-х годов, который станет особенно известен после исполнения песни на собственные слова для фильма «Мужчина и женщина» Клода Лелуша (1966), фигурирует в «Дрейфе» под собственным именем непродолжительное время; он здесь исполняет свою песню Le tour du monde.

## Награды, номинации,презентации
| Награды | Награды | Награды |
| --- | ------- | ------- |
| 1964: Гран-при Киноклубов 64 на 17-м Каннском кинофестивале |         |         |
| Номинации и презентации |         |         |
| 1963: номинация на Монреальском международном кинофестивале |         |         |
| 1972: внеконкурсный показ на 25-м Каннском кинофестивале |         |         |
| 1988: презентация в ретроспективе в программе La Méditerranée en mouvement на Международном фестивале средиземноморского кино (фр. Festival international de cinéma méditerranéen) в Монпелье (Франция) |         |         |
| 2002: презентация в ретроспективе на 52-м Берлинском кинофестивале |         |         |
| 2011: презентация на 6-м кинофестивале Европа вокруг Европы (фр. L'Europe autour de l'Europe), Париж (Франция)                                                                                          |         |         |
| 2013: презентация на Carmel Art and Film Festival, США |         |         |
| 2015: презентация на Festival Internacional Buñuel-Calanda (Испания) |         |         |
| 2015: презентация в программе Film on the green на Green Festival в Нью-Йорке (США) |         |         |
| 2016: презентация в программе De la démocratie на фестивале Confrontation 52 Института Жана Виго(фр. Institut Jean-Vigo) в Перпиньяне (Франция)                                                         |         |         |

## В ролях
- Жаклин Вандаль (Jacqueline Vandal) : Жаклин (или Жаки)
- Люсьен Баржон (Lucien Barjon) : Морис Комб
- Андре Надер (André Nader) : Жан, рыбак
- Полетт Дюбо (Paulette Dubost) : мать Жаки
- Жан Франсуа Кальве (Jean-François Calvé) : Режис
- Жан-Лу Ренольд (Jean-Loup Reynold) : студент-медик
- Жюль Дюссоль (Jules Dussol) : Пуассоннад, водитель
- Анна-Мари Коффине (Anne-Marie Coffinet) : Клер
- Моник Боннафу (Monique Bonnafous) : сестра Жаки
- Ноэль Ноблекур (Noëlle Noblecourt) : Агата
- Марк Эрве Сурин (Marc Hervé Sourine) : Марк
- Пьер Бару (Pierre Barouh) : Пьер, гитарист
- Бернар Малиж (Bernard Malige) : ребёнок в поезде

## Съёмочная группа
- Режиссёр :  Пола Дельсоль (как Paule Delsol)
- Сценарий и диалоги : Пола Дельсоль (как Paule Delsol)
- Продюсер : Саша Каменка (Sacha Kamenka)
- Операторы: Жан Малиж (Jean Malige), Реймон Эль (Raymond Heil)
- Звукорежиссёр : Поль Буастель (Paul Boistelle)
- Композиторы : Робер Бен (Robert Bène) (как Roger Bène), Кристиан Доннадьё (Christian Donnadieu) 
  - Пьер Бару (Pierre Barouh) — песня Le tour du monde
  - Ги Донжон (Guy Donjon), Рауль Ремолино (Raoul Remolino)  —твист
- Монтаж : Аньес Гиймо (Agnès Guillemot)
- Постановка танца : Робер Жиль (Robert Gil) — Сардана